# Washington Allston

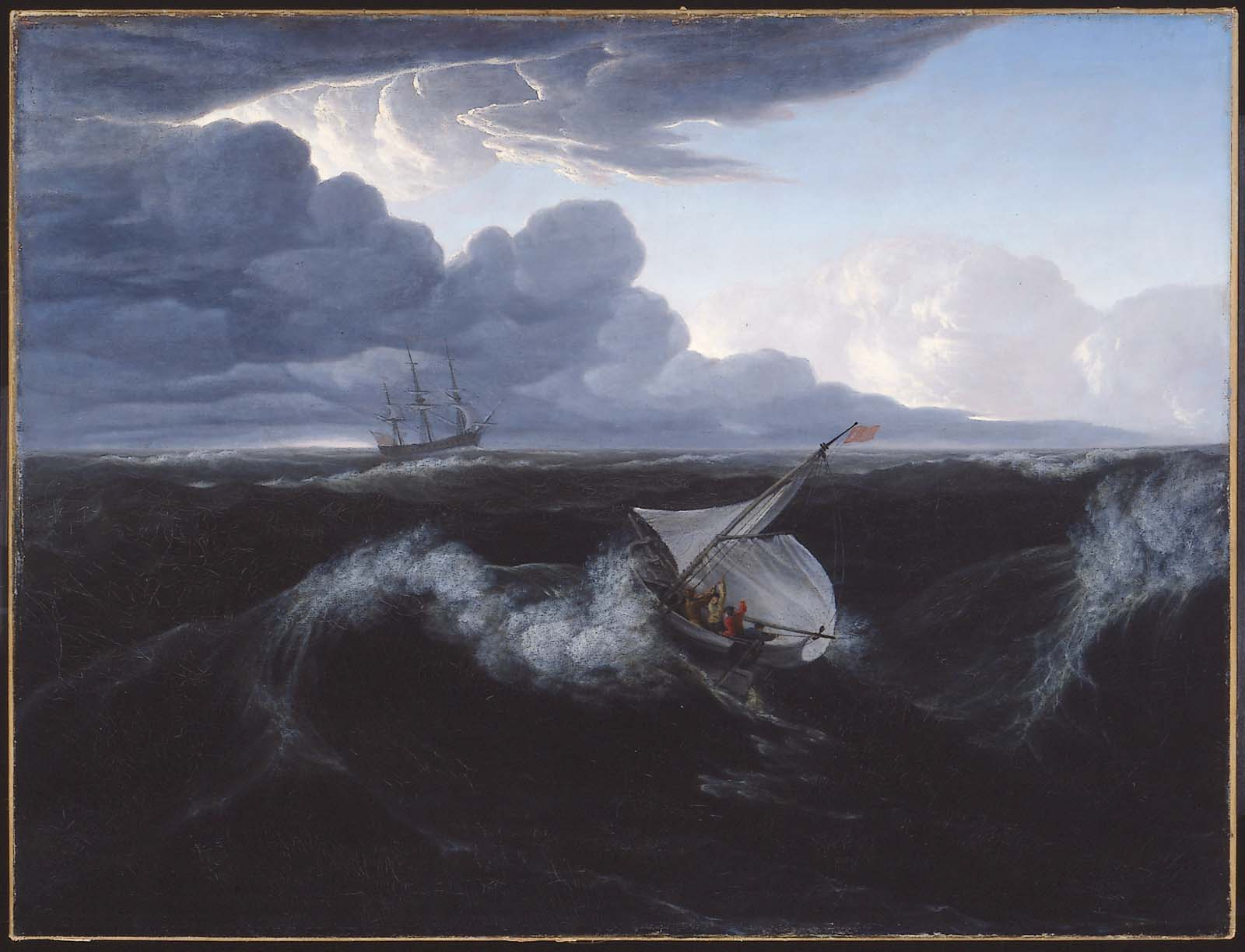
Sztorm na morzu, 1804

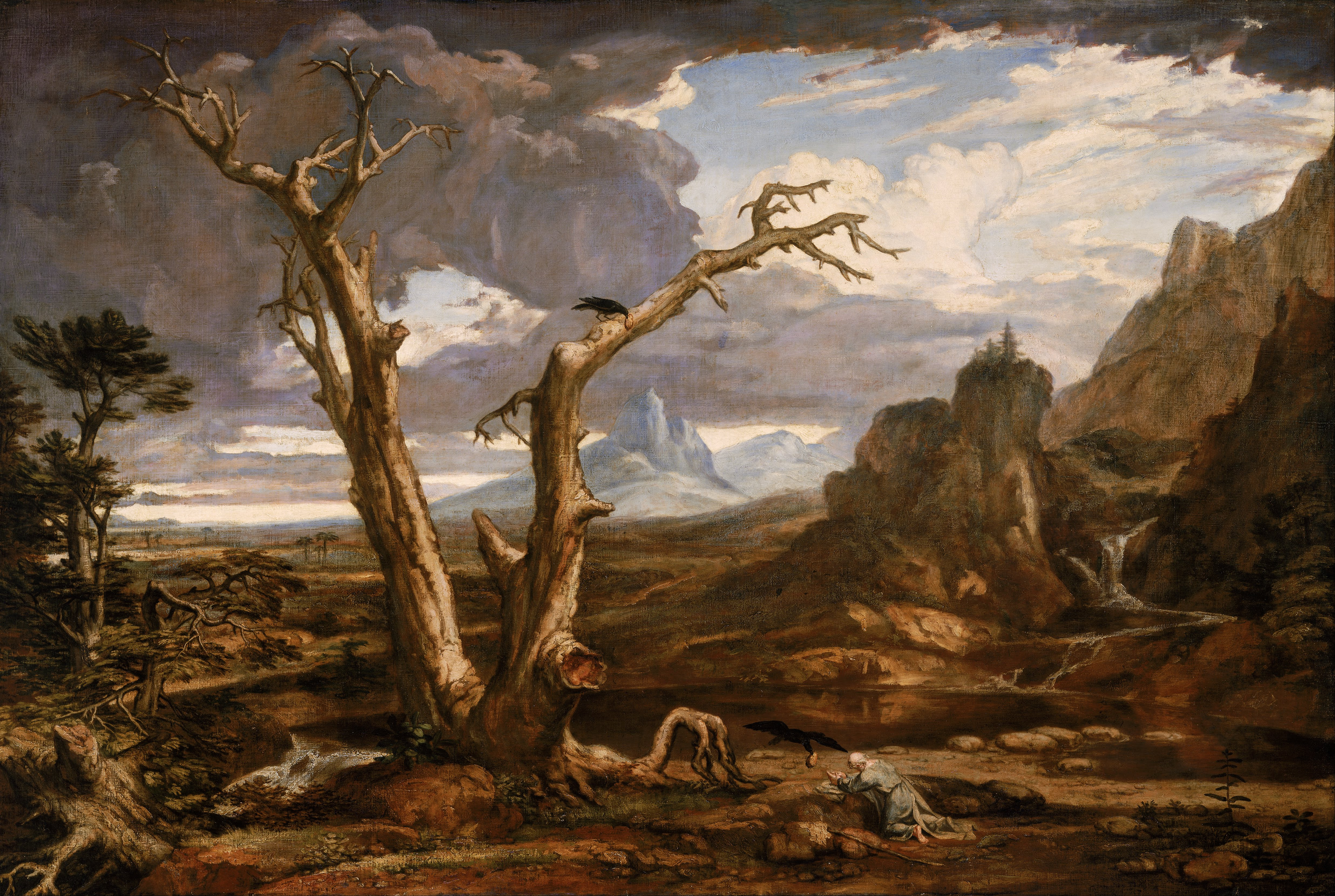
Eliasz na odludziu, 1818

Washington Allston (ur. 5 listopada 1779 w Georgetown, zm. 9 lipca 1843 w Cambridge) – malarz, poeta i pisarz, czołowy przedstawiciel amerykańskiego romantyzmu.

## Życiorys
Studiował malarstwo w Royal Academy w Londynie, w latach 1803–1808 podróżował po Francji i Włoszech poznając malarstwo europejskie. Po powrocie do Ameryki osiadł w Bostonie. W 1809 r. ożenił się z Ann Channing, siostrą Williama Ellery Channinga, w tym okresie namalował wiele portretów rodziny i przyjaciół, a także wiele pełnych humoru scen rodzajowych. W 1811 r. w towarzystwie żony i Samuela Morsea wypłynął do Londynu. Po niespodziewanej śmierci żony w 1815 r., artysta pozostał w Anglii trzy lata, by na stałe powrócić do Ameryki w 1818 r. i osiąść w Cambridge (Massachusetts).

## Twórczość
Allston malował początkowo dramatyczne zjawiska przyrody, później poruszał tematykę klasyczną, historyczną i religijną. Przez całe życie był również twórcą portretów i pejzaży, przez wiele lat pracował nad nieukończoną Ucztą Baltazara (1817–1843). Jego prace odznaczają się pełnym zadumy i tajemnicy nastrojem. Był autorem wierszy i powieści, wywarł znaczny wpływ na malarstwo amerykańskie.
Uważany jest za prekursora romantyzmu w Stanach Zjednoczonych, ze względu na wyjątkową umiejętność operowania kolorem i światłem nazywano go amerykańskim Tycjanem.

## Wybrane prace malarskie
- Jacob’s dream (1827)
- Elijah in the desert fed by the ravens (1818)
- The angel releasing St. Peter from prison (1814-1816)
- Dead man restored to life by touching the bones of the prophet Elisha (1811-1813)
- Witch of Endor (1820)
- Belshazzar’s feast (1817)
- Spalatro’s vision of the bloody hand (1830)
- Jason demanding to return to his father’s kingdom (1807)
- Diana and her nymphsin the case (1805)
- Coast scene on the Mediterranen (1811)
- The valentine (1810)
- Saul (1820)
- Mirjam’s chant (1821)
- Storm Rising at Sea (1804)

## Pisma
- Sonnets
- The Sylphs of the Seasons with Other Poems (1813)
- Monaldi (1842)
- Inez, the Spanish maid
- Lectures on art and poems
- Nathalia Wright (Hrsg.): The correspondance of Washington Allston. University Press of Kentucks, Lexington, Ky 1993, ISBN 0-8131-1708-9.
- Autobiographical works of Washington Allston. „Monaldi” and „The angel and the nightingale”. Scholars Facsimiles & Reprints, Delmar, N.Y. 1991, ISBN 0-8201-1450-2 (Repr. d. Ausg. Boston 1841/1850)